# سیلفرا

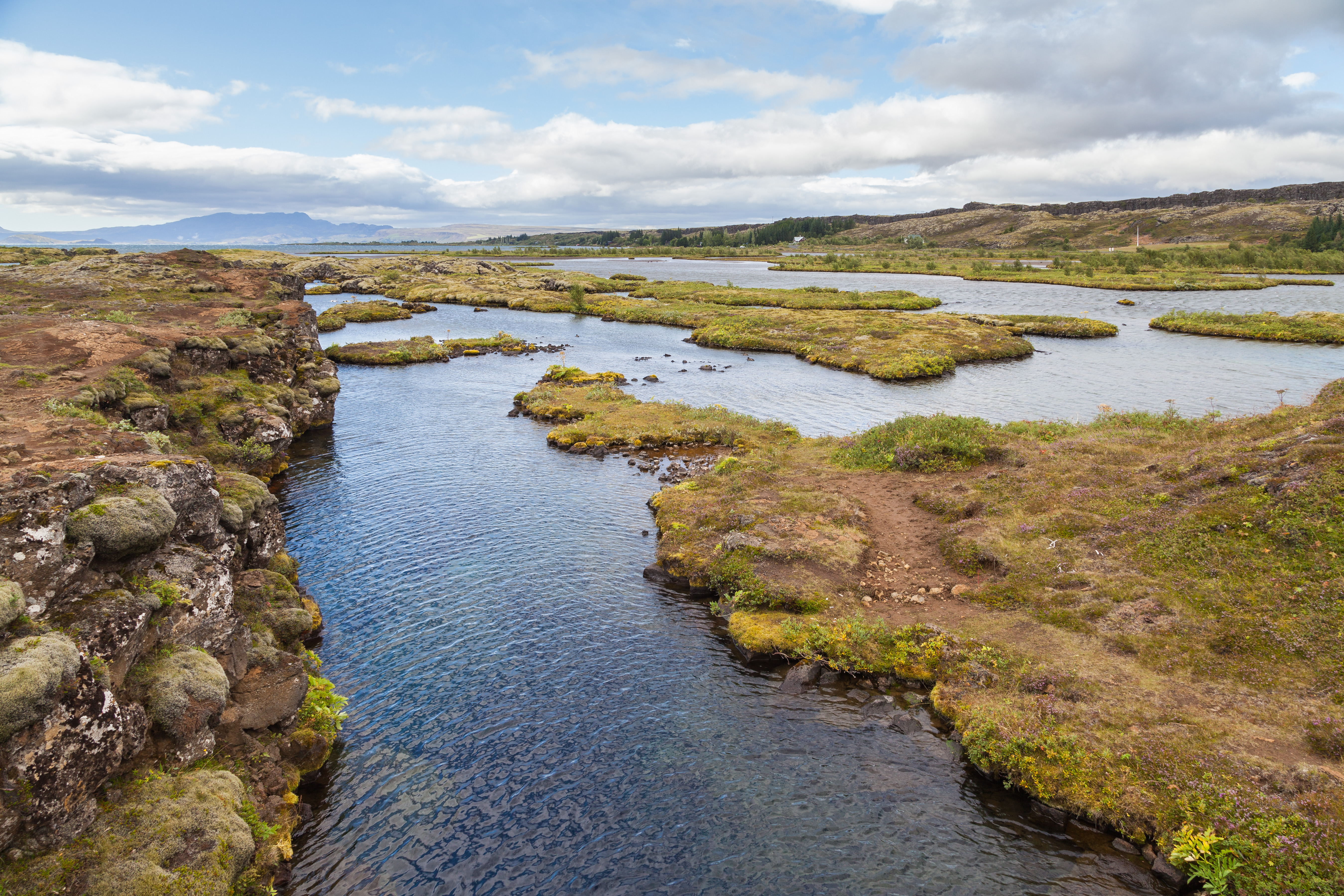
شکاف سیلفرا

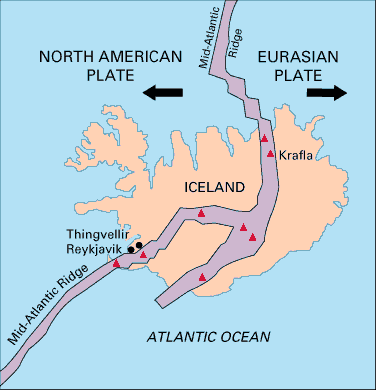
شیار میانی اقیانوس اطلس از میان دینگوتلیر عبور می‌کند.

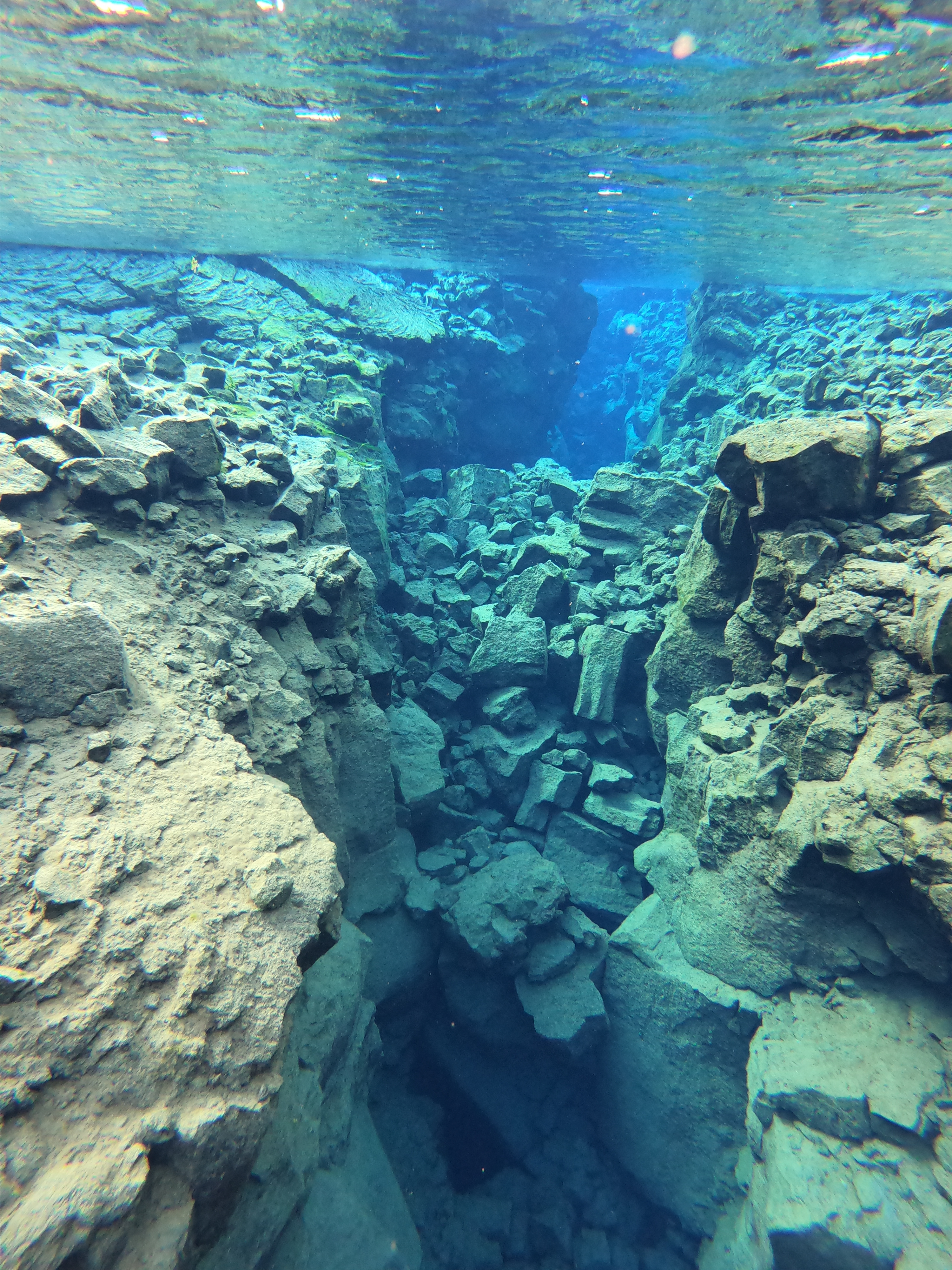
صخره‌ها و تخته‌سنگهایی که به خاطر زلزله‌ها در شکاف انباشته شده‌اند.

سیلفرا (به انگلیسی: Silfra) یک کافت زمین شناسی است که در شیار میانی اقیانوس اطلس-یک مرزی واگرای تکتونیکی مابین صفحه آمریکا و صفحه اوراسیا- تشکیل شده و در دریاچه تینگوالاواتن در پارک ملی دینگوتلیر ایسلند واقع شده است.